# Bentres-sztélé
A Bentres-sztélé egy ókori egyiptomi sztélé. Hieroglifákkal írt elbeszélés olvasható rajta, mely II. Ramszesz korában játszódik (i. e. 13. század), de nyelvezete alapján világos, hogy későbbi propagandamű, melyet tekintélye növelése érdekében Ramszesz korabeli királyfeliratnak álcáztak. Ennek célja Egyiptom régi dicsőségének felidézése lehetett valamelyik idegen uralom – a perzsák vagy a Ptolemaidák – alatt, esetleg Honszu két thébai formájának (Honszu-Noferhotep, „a könyörületes” és Honszu-Pairszeher, „a gondoskodó”) dicsőítése, esetleg a papjaik közti rivalizálás ihlette.

## Jellemzői
Fekete homokkőből készült, 2,22×1,09 m méretű. 1829-ben került elő egy kis ptolemaida szentélyből, mely III. Ramszesz karnaki Honszu-temploma mellett állt egykor. A sztélé ma a párizsi Louvre-ban található (Louvre C 284).
A lunettában (a sztélé felső, félkörös része) II. Ramszesz látható, amint a thébai Honszu előtt mutat be tömjénáldozatot. Ez alatt olvasható a szöveg 28 sorban. A történet Ramszesz dicsőítésével és címeinek felsorolásával kezdődik, majd elbeszéli, hogy amikor őfelsége Naharinban járt, a helyi fejedelmek ajándékokkal halmozták el, Bahtán fejedelme legidősebb leányát adta neki. A fáraó feleségül vette a lányt, akinek neve innentől Nofruré nagy királyi hitves lett. 
A fáraó 23. uralkodási évében éppen Thébában tartózkodott, mikor küldönc jött hozzá Bahtán fejedelmétől azzal a hírrel, hogy kisebbik lánya, Bentres, Nofruré húga megbetegedett. A fáraó elküldte hozzá egy bölcs emberét, Thotemheb írnokot, ő azonban nem tudta meggyógyítani a lányt, akit gonosz szellem szállt meg. A fejedelem ekkor arra kérte a fáraót, hogy egy istent küldjön, aki segít. Ez az üzenet a 26. év nyarán érte el a fáraót, aki ekkor is épp Thébában tartózkodott, és Honszu-Noferhotep istenhez fordult, aki mágikus védelmével látta el Honszu-Pairszehert, akinek szobrát ezután elküldték Bahtánba. Másfél év múlva ért oda, és azonnal meggyógyította a hercegnőt, kiűzve belőle a szellemet. 
A fejedelem hódolt az isten előtt és ott tartotta Bahtánban, nem küldte vissza Egyiptomba. Az isten három év kilenc hónapot töltött ott, egy éjen azonban a fejedelem álmot látott, látta az istent, amint aranysólyomként előjön szentélyéből, és visszarepül Egyiptomba. Ekkor megérti, hogy el kell engednie, és parancsot ad rá, hogy vigyék vissza Egyiptomba az istenszobrot.
A mű magyarul A paraszt panaszai (Budapest, 1963) című antológiában jelent meg.